# Poelifinario (vogel)
De poelifinario is een fictieve tropische vogelsoort die werd bedacht door de cabaretier Toon Hermans. Het diertje kwam ter sprake in de monoloog de ornitholoog die deel uitmaakte van Hermans' onemanshow uit 1980.
De roep van de poelifinario luidt krrroet. De vogel wordt daarom vaak verward met een andere tropische vogel: de eveneens aan de fantasie van Hermans ontsproten kroet, die poelifinario als roep heeft.
De cabaretprijs Poelifinario is naar deze vogel vernoemd.